# Youth – Homecoming
Youth – Homecoming (dt. „Jugend – Heimkehr“; Originaltitel: 青春：归 Qing chun: gui) ist ein Dokumentarfilm von Wang Bing aus dem Jahr 2024. Es handelt sich nach Youth – Spring (2023) und Youth – Hard Times (2024) um den letzten Teil einer mehr als neunstündigen Trilogie des Regisseurs, in der junge Arbeiter des chinesischen Textilstandorts Zhili porträtiert werden. Die europäische Koproduktion zwischen Frankreich, Luxemburg und den Niederlanden wurde Anfang September 2024 beim Filmfestival von Venedig uraufgeführt.

## Handlung
Zhili, Huzhou, am Vorabend des Neujahrsfests: Die Textilwerkstätten sind verlassen. Die Schneiderin Shiwei, die normalerweise einen riesigen Berg an Stoffen zuschneiden muss, ist in die Gebirgsregion von Yunnan gereist, um ihre Hochzeit zu feiern. Dong Xiao jagt seinen früheren Chefs hinterher, die ihn bei einer Lieferung vor sechs Monaten seinen Lohn vorenthalten haben. Nach der Dokumentation der Neujahrsfeierlichkeiten in Anhui steht die Hochzeit von Lingping Fang im Mittelpunkt. Der frühere Informatiker ist seiner Frau nach Zhili gefolgt.

## Hintergrund
Die Youth-Trilogie des chinesischen Dokumentarfilmregisseurs Wang Bing porträtiert die Stadt Zhili, ein Zentrum der chinesischen Textilindustrie. Zahlreiche junge Menschen aus den am Fluss Jangtsekiang gelegenen ländlichen Provinzen machen sich in den Ort auf, um einen Job zu finden. Die im Schnitt 20-jährigen Arbeiter hoffen damit ihre Zukunft finanziell absichern zu können und eine Familie zu gründen, ein Haus zu kaufen oder eine eigene Werkstatt zu eröffnen. Für diesen Traum arbeiten sie unermüdlich und nehmen die Unterbringung in Schlafsälen oder das Einnehmen von Mahlzeiten auf Gängen in Kauf. Wang dokumentiert die entstehenden Freundschaften und Liebesbeziehungen, aber auch finanzielle Misserfolge unter den jungen Leuten, die auch unter dem Druck ihrer Familien stehen. Der erste Teil Spring (Laufzeit: 212 Minuten) wurde im Hauptwettbewerb des Filmfestivals von Cannes 2023 uraufgeführt, während der zweite Teil Hard Times (227 Minuten) in den internationalen Wettbewerb des Locarno Film Festivals 2024 aufgenommen wurde. Zusammengerechnet umfassen alle drei Teile eine Gesamtlaufzeit von 561 Minuten.
Die Dreharbeiten fanden von 2014 bis 2019 statt. Wang filmte die Textilarbeiter aus nächster Nähe mit bis zu drei Kameras, um den verschiedenen Protagonisten zu folgen. Bereits in seinem 155-minütigen Werk Bitter verdient (2016) hatte er junge Arbeiter auf dem Weg aus ihren Heimatdörfern in eine Millionenstadt begleitet. Im Gegensatz zur Youth-Trilogie waren ihm aber im vorherigen Werk die Personen bereits bekannt. Das neue Projekt bot Wang, seinen Fokus auf eine ganze Gruppe junger Leute auszuweiten. Die meisten jungen Menschen würden in China hart arbeiten, um überleben zu können. Die Löhne seien „niedrig, die Tage endlos“, so Wang. Es gäbe fast keinen Raum für Erholung. Der Alltag beschränke sich auf die Arbeit. „Die einzige Perspektive: Geld verdienen“.
Die Trilogie ist eine Gemeinschaftsproduktion der Filmgesellschaften Gladys Glover Films und House on Fire (Frankreich) sowie von Chinese Shadows (Hongkong), Les Films Fauves (Luxemburg) und Volya Films (Niederlande). Ebenfalls unterstützt wurde das Projekt vom Centre national du cinéma et de l’image animée (CNC) und Institut français, von Eurimages, vom Netherlands Film Fund, von der Fondation du Judaïsme Français, vom Film Fund Luxembourg, von der Beijing Contemporary Art Foundation, von der Region Île-de-France und vom Centre national des arts plastiques (CNAP).

## Veröffentlichung
Die Premiere von Youth – Homecoming erfolgte am 6. September 2024 beim 81. Filmfestival von Venedig, wo das Werk als einziger Dokumentarfilm in den Hauptwettbewerb eingeladen wurde. Es ist die erste luxemburgische Koproduktion, der dies gelang.
Ein Kinostart in Frankreich ist im Verleih Pyramide International geplant.

## Auszeichnungen
Für Youth – Homecoming erhielt Wang eine Einladung in den Wettbewerb um den Goldenen Löwen, den Hauptpreis des Filmfestivals von Venedig.